# Kula (Nouvelle-Guinée)
Pour les articles homonymes, voir Kula.
 (août 2021).
Si vous disposez d'ouvrages ou d'articles de référence ou si vous connaissez des sites web de qualité traitant du thème abordé ici, merci de compléter l'article en donnant les références utiles à sa vérifiabilité et en les liant à la section « Notes et références ».

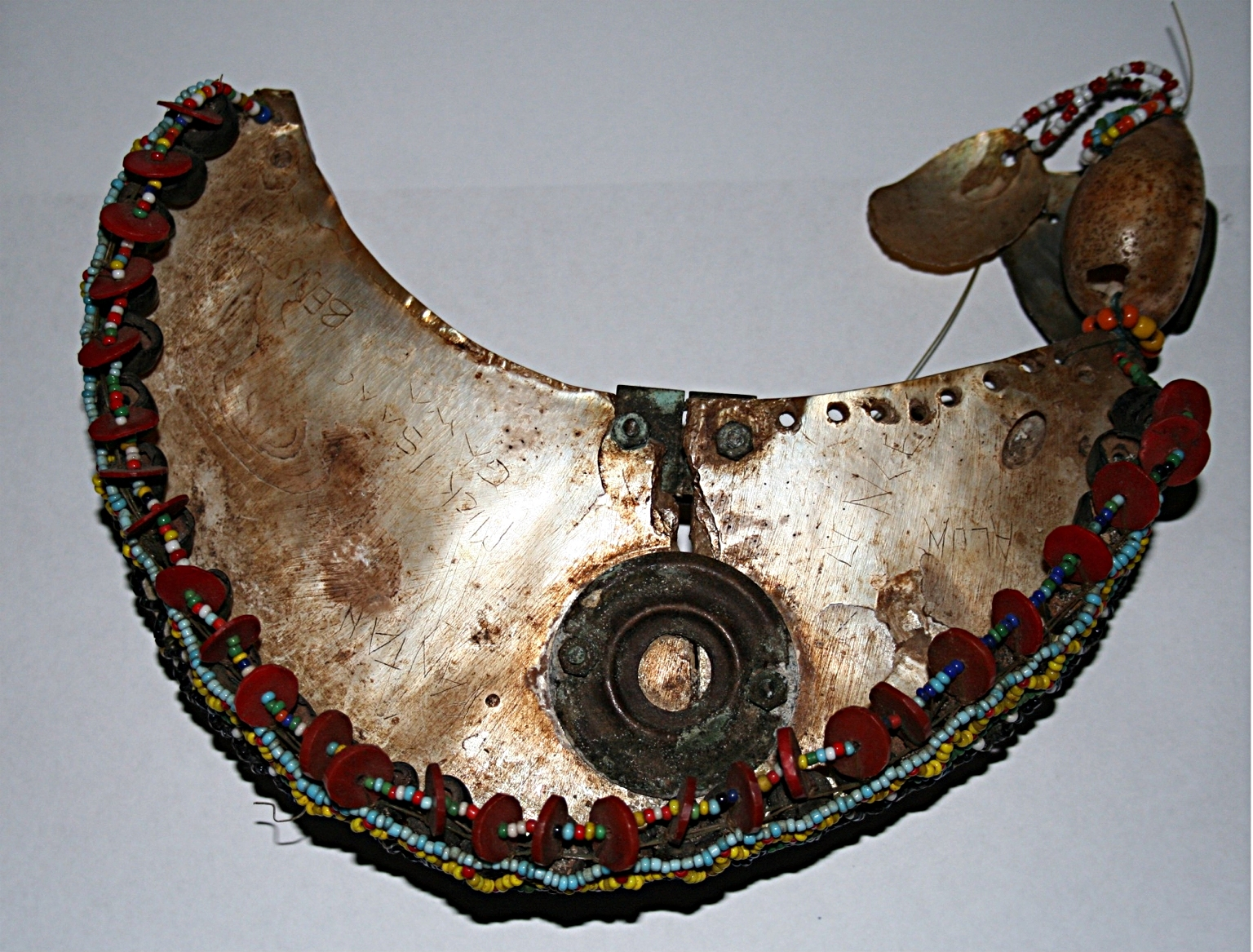
Kula arm bracelet from Nabwageta Island, Papua New Guinea.

La koula, ou kula en anglais, était un circuit traditionnel d'expéditions maritimes reliant sur des centaines de milles les populations qui habitent le Massim, dans l'est de la Papouasie-Nouvelle-Guinée, et parlent des langues austronésiennes non intercompréhensibles bien qu'elles appartiennent au même groupe des langues de la pointe papoue. La koula était le lieu d'échanges (en) de colliers contre des bracelets, objets de prestige sans utilité pratique ni valeur marchande, autour desquels toute la société s'organisait.
À la différence du koha (en) des Maori, ces échanges ont structuré une société matrilinéaire en un système non pas de redistribution (en) mais de réciprocité (en). Institution informelle observée dans les îles Trobriand par l'ethnologue Bronislaw Malinowski et décrit en 1922 dans son ouvrage Les Argonautes du Pacifique occidental, la koula, comme la moka (en) des Papous du centre de la Nouvelle Guinée, illustre une économie fondée moins sur le commerce ou la guerre que sur le contre don, telle que l'a théorisée en 1924 l'anthropologue Marcel Mauss dans son Essai sur le don. Alain Testart l'analyse plus comme un échange que comme un don du fait que la contrepartie peut être exigée au besoin par la force.

## Colliers et bracelets
Les échanges portaient sur deux types d'objets, des colliers et des bracelets de coquillages, appelés dans les îles Trobriand respectivement soulava et mwali. Chaque objet possédait un nom propre, qui lui conférait une valeur pratiquement[pas clair] personnelle. La valeur de ces objets n’était ni utilitaire, ni décorative, mais strictement cérémonielle et diplomatique. Ils sont d’ailleurs trop lourds pour être portés. Ils appartiennent à la catégorie des objets symboliques prisés, les vaygu’a. Les partenaires ne trouvaient aucune satisfaction en termes de richesse monnayable, mais les échanges conféraient aux individus qui y participaient, de près ou de loin, prestige social et renommée : plus l’objet est beau, plus la hiérarchie sociale est élevée, et l’échange doit être équivalent. Un homme ne peut pas conserver l’objet pour toujours, et celui qui conservait un soulava ou un mwali plus de deux années perdait son allié[Quoi ?]. Les partenaires de cet échange ont un lien très fort, et si l’un vient chez l’autre, on doit lui donner le gîte.
Les objets précieux circulant dans la koula ont une valeur matérielle – pour le matériau (nacre, jade, os, plume, cuivre) et le travail (fabrication, embellissement) – et, surtout, immatérielle (« contenu en idées et symboles », imaginaire, force sociale utilisée par des individus ou des groupes, chaîne de noms, de personnalités, d’histoires).

## Pression sociale
L'organisation d'une expédition maritime au long cours n'est pas donnée à n'importe qui. Elle suppose des appuis et des alliances. Seul un petit nombre des habitants participaient à la koula, mais une fois engagés, ils l'étaient à vie tant la pression sociale était forte. Un proverbe local peut se traduire par l'expression « koula un jour, koula toujours ». À la dimension de l'échange s'ajoutait donc l'importance de l'alliance politique ainsi réaffirmée, et du lien social qui était créé. En outre, les vaygu’a véhiculaient, et continuent aujourd'hui de véhiculer, une histoire englobant tout le territoire de l'échange : biens prêtés et non aliénés.
« Donner oblige les autres sans qu'il soit besoin de recourir à la violence [...] (Il est presque) impossible pour la majorité des individus et des groupes de ne pas entrer dans le jeu des dons et contre-dons, ou d'en sortir » (Maurice Godelier, L'Énigme du don (1997, p.207)).

## Circuit maritime
La koula reliait les archipels des Trobriand, d'Entrecasteaux, des Louisiades et des Woodlark. Comme chaque objet était échangé environ tous les ans, il devait théoriquement se retrouver au terme d'un long cycle à peu près dans sa zone de départ. Ainsi les soulava tendaient à circuler dans un sens et les mwali dans l'autre.

## Fonctions sociales de la «koula»
Avec ce phénomène, l'ethnologue Bronislaw Malinowski illustre sa théorie du fonctionnalisme. D'après lui, la koula est dotée de différentes fonctions essentielles dans les sociétés trobriandaises : 
- elle socialise les individus ;
- elle maintient la paix intertribale ;
- elle incite à effectuer des expéditions vers les autres tribus ;
- elle anime la vie quotidienne ;
- elle répond au besoin organique d’institution qui émane de chaque individu ;
- elle organise la vie économique ;
- elle met en second plan la notion de propriété. En effet, le prestige n'est pas une possession personnelle (il n'y a pas de « communisme primitif des sauvages » chez les Trobriandais), mais réside dans l'échange, puisque la générosité est signe de pouvoir.